# Rhyacophila atrata
Rhyacophila atrata är en nattsländeart som beskrevs av Banks 1911. Rhyacophila atrata ingår i släktet Rhyacophila och familjen rovnattsländor. Inga underarter finns listade i Catalogue of Life.